# Akrabbim
30°55′23″N 35°08′01″Ø / 30.92306°N 35.13361°Ø
Akrabbim (hebraisk: עקרבים) er antagelig den mest udbredte betegnelse for landskabet, der omgiver bjergpasset mellem den sydlige del af Det Døde Hav og Zin, es-Sufah, hvorfra der er adgang til Negevørkenen. Skorpioner siges at myldre i hele området, som også kaldes "Maaleh-acrabbim" i Jobs Bog 15:3. Området udgjorde grænsen til filistrene. Den gamle vej til Eilat blev i den israelske frihedskrig mod Rom benyttet af den israelske hær.
Akrabbim er beskrevet således:  "Landskabet Samaria, som ligger mellem Judæa og Galilæa, udløber fra en landsby ved det store plateau kaldet Ginea, og det slutter ved den akkrabenske højderyg  og det er i det hele af samme natur som Judæa; begged disse lande er, omringet af bjerge og dale, meget frugtbare." 